# 아마노 모토마사

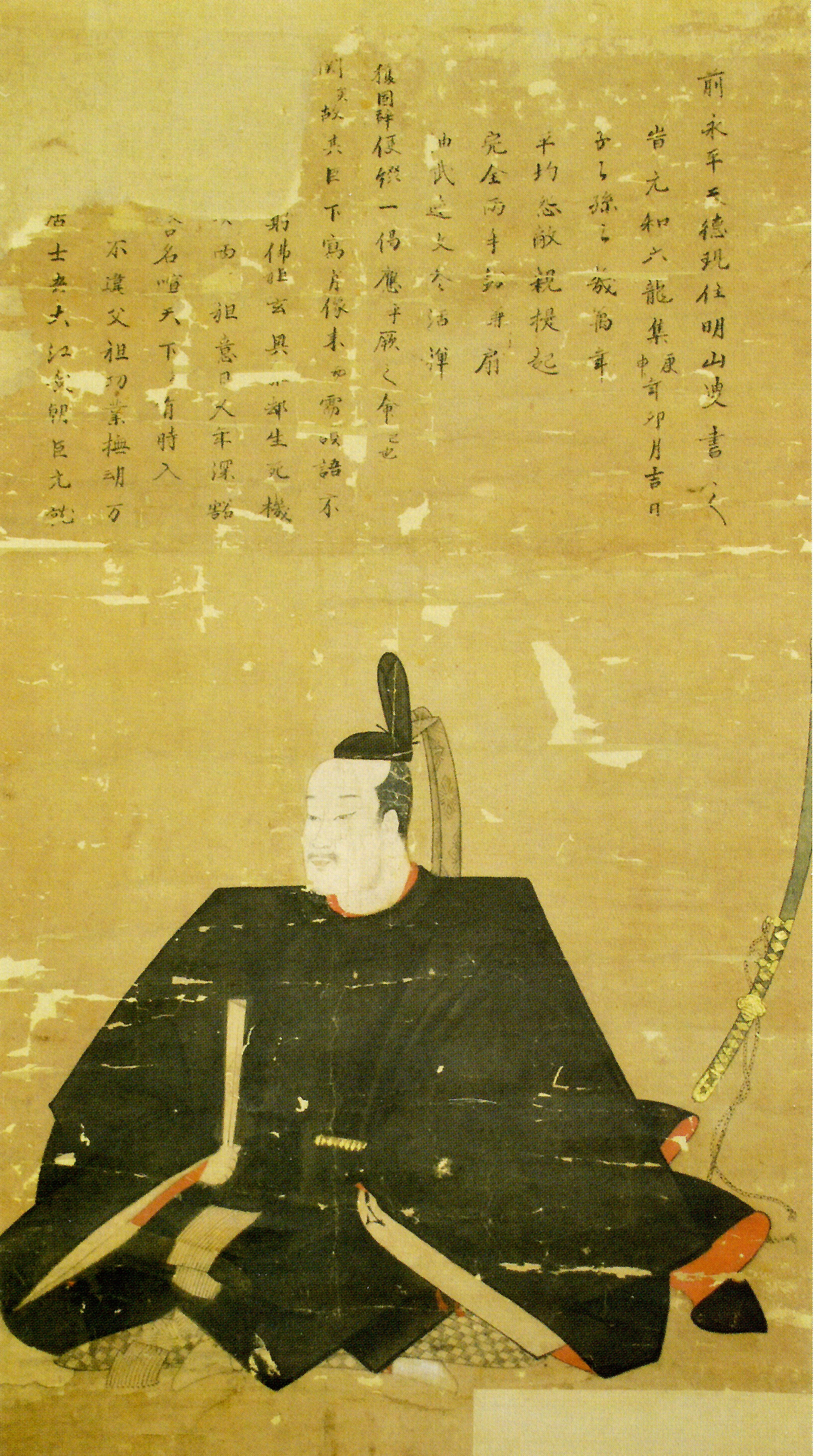
아마노 모토마사

아마노 모토마사(일본어: 天野元政)는 아즈치모모야마 시대의 무장으로 모리 모토나리(毛利元就)의 7남이며, 어머니는 노미노오카타이다. 호이다 모토키요・모리 히데카네와는 동복형제이다.
- 출생 : 에이로쿠 2년(1559年)
- 사망 : 게이초 14년 4월 29일(1609년 6월 1일)

## 생애
아마노는 가마쿠라 시대의 아마노 도오카게를 시조로 하는 아키 국인이다. 1569년 아마노가의 당주 아마노 모토사다가 사망한 후, 가독을 둘러싸고 문중의 내분이 벌어지게 되었는데, 이 사태를 수습하기 위해 모리 모토나리가 여기에 개입했다. 자신의 7남인 모토마사를 모토사다의 양자로 들여보낸 후 가독을 잇게 해 사태는 수습되었다.
1578년의 고즈키 성 전투에서 발군의 전공을 세웠으며, 임진왜란이나 세키가하라 전투에도 참전했다.
이후 모토마사는 모리 성(毛利姓)으로 돌아와, 스오 미기타에 13000석을 받아 미기타 모리 가문(右田毛利家)의 시조가 되었다. 1609년(게이초 14년) 향년 51세로 하기에서 사망했다.

## 인물
모토마사는 효심이 지극하였으며, 아버지 모리 모토나리의 빠진 치아를 받아 늘 소중히 몸에 지니고 다녔다고 한다.

## 같이 보기
- 아마노 씨

| 전임 (모리 모토나리) | 제1대 미기타 모리 가문 당주 1603년 ~ 1609년 | 후임 모리 모토토모 |